# Lionel Roux

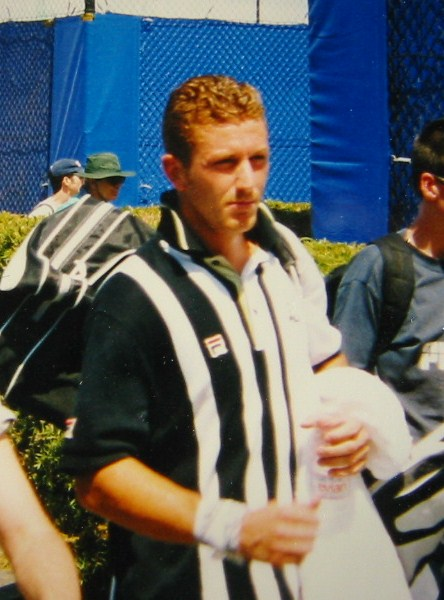
Lionel Roux

Lionel Roux (nacido el 12 de abril de 1973 en Lyon) es un exjugador de tenis natural de Francia, que entró al profesionalismo en 1991. 
Fue Campeón Nacional Francés de la categoría juvenil en 1991, pero no pudo lograr título alguno en individuales ni dobles durante su carrera profesional. El diestro jugador alcanzó su máximo ranking del tour de la ATP el 13 de marzo de 1995, cuando fue n.º 48 del mundo.